# Minquan
För andra betydelser, se Minquan (olika betydelser).
Minquan, även romaniserat Minchüan, är ett härad som lyder under Shangqius stad på prefekturnivå i Henan-provinsen i norra Kina.

## Källa
1. ↑  http://www.geohive.com/cntry/cn-41.aspx
2. ↑  ”worldpostmarks.net”. Arkiverad från originalet den 2 januari 2015. https://web.archive.org/web/20150102101710/http://worldpostmarks.net/HTML%20Countries/china.htm. Läst 22 juli 2015.